# Cantonul Aramits
Cantonul Aramits este un canton din arondismentul Oloron-Sainte-Marie, departamentul Pyrénées-Atlantiques, regiunea Aquitania, Franța.

## Comune
- Ance
- Aramits (reședință)
- Arette
- Féas
- Issor
- Lanne-en-Barétous